# Сиснерос, Франклин
Франклин Амадео Сиснерос Дуарте (исп. Franklin Amadeo Cisneros Duarte; 21 декабря 1983, Сан-Сальвадор — 28 октября 2023, США) — сальвадорский дзюдоист. Бронзовый призёр Панамериканских игр 2007 в весовой категории до 81 кг, участник Игр XXIX Олимпиады в Пекине.

## Биография
Скончался 28 октября 2023 года.

## Спортивная карьера
| Год  | Турнир                    | Место | Вес       |
| ---- | ------------------------- | ----- | --------- |
| 2005 | Панамериканский чемпионат | 5     | до 81 кг  |
| 2007 | Панамериканские игры      | 3     | до 81 кг  |
| 2008 | Панамериканский чемпионат | 7     | до 81 кг  |
| 2008 | Олимпийские игры          | 21T   | до 81 кг  |
| 2009 | Чемпионат Сальвадора      | 3     | до 100 кг |